# Перехідна економіка
Перехідна економіка — це економічна система, яка здійснює перехід від централізованої планової до ринкової системи.

## Основні параметри
Країни з перехідною економікою зазнають низки структурних перетворень, спрямованих на розвиток ринкових інститутів. До цих перетворень належать лібералізація економіки, де ціни встановлюються ринковими силами, а не центральним плановим інститутом, дерегуляція економіки, приватизація державних підприємств і ресурсів та ін.. Процес був застосований в Китаї, країнах колишнього Радянського Союзу і Східного блоку, а також у деяких країнах третього світу.